# Flughafen Am Timan

i7
i11
i13
Der Flughafen Am Timan (arabisch مطار أم تيمان, IATA-Code: AMC, ICAO-Code: FTTN)  ist der Flughafen der Stadt Am Timan im Südosten des Tschad. Er liegt auf einer Höhe von 433 Metern über dem Meeresspiegel.

## Fluggesellschaften und Ziele
Zurzeit wird der Flughafen nicht im Linienbetrieb angeflogen. 